# I Have a Dream

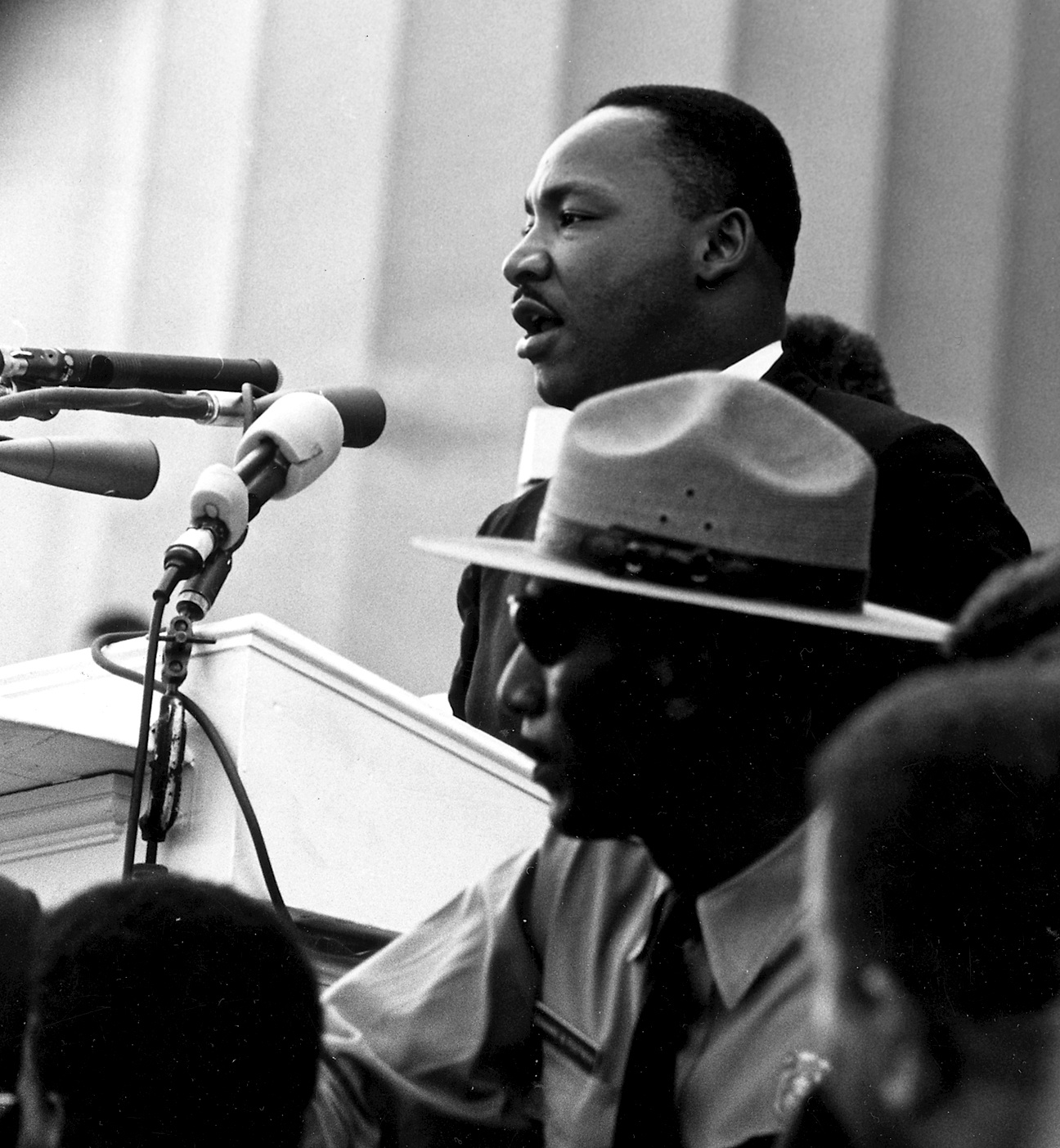
Martin Luther King bei seiner I-Have-a-Dream-Rede

I Have a Dream (engl. für Ich habe einen Traum) ist der Titel einer berühmt gewordenen Rede von Martin Luther King, die er am 28. August 1963 beim Marsch auf Washington für Arbeit und Freiheit vor mehr als 250.000 Menschen vor dem Lincoln Memorial in Washington, D.C. hielt. 
Die Rede fasste die wichtigsten damals aktuellen Forderungen der Bürgerrechtsbewegung für die soziale, ökonomische, politische und rechtliche Gleichstellung der Afroamerikaner in Form einer Zukunftsvision für die Vereinigten Staaten zusammen. Sie drückte Kings Hoffnung auf zukünftige Übereinstimmung zwischen der US-amerikanischen Verfassung, besonders deren Gleichheitsgrundsatz, und der gesellschaftlichen Realität aus, die weithin von Segregation und Rassismus geprägt war.  Der Refrain-artig wiederholte, spontan improvisierte Satz I have a dream der Schlusspassagen wurde zum Titel der Rede. Sie wurde zur meistzitierten Rede Kings, die seine Auffassung des American Dream beispielhaft repräsentiert.

## Entstehung
Im Mai 1963 hatte die Bürgerrechtsbewegung unter Kings Führung in Birmingham (Alabama) die Aufhebung der städtischen Rassentrennungsverordnung erreicht. Am 11. Juni 1963 hatte US-Präsident John F. Kennedy in einer Fernsehansprache ein neues Bürgerrechtsgesetz angekündigt, das die Rassentrennung in den gesamten Vereinigten Staaten abschaffen sollte. Daraufhin ermordeten weiße Rassisten am 12. Juni 1963 Medgar Evers, den Leiter der National Association for the Advancement of Colored People (NAACP). Um dem geplanten Civil Rights Act in den Südstaaten zum Durchbruch zu verhelfen, beschlossen sechs führende Bürgerrechtsorganisationen, den Marsch auf Washington für Arbeit und Freiheit zu veranstalten. 
Dieser wurde zur bis dahin größten Massendemonstration in den USA und zum historischen Höhepunkt der Bürgerrechtsbewegung. Rund 250.000 Menschen aus allen Teilen der Vereinigten Staaten nahmen daran teil, darunter etwa ein Drittel Weiße. Die Demonstration verlangte vollständige Gleichberechtigung der Afroamerikaner in allen Gesellschaftsbereichen, verlief friedlich und in großer Einigkeit. King als Vorsitzender der Southern Christian Leadership Conference (SCLC) war als letzter von vielen Rednern vorgesehen. Am späten Nachmittag des heißen Sommertages stellte der Mitveranstalter Asa Philip Randolph ihn der Menge als „moralischen Anführer der Nation“ vor.
King hatte am Vorabend seinen Freund und Berater Wyatt Walker gefragt, was die Botschaft der Rede sein solle. Walker riet ihm davon ab, die Redewendung „Ich habe einen Traum“ zu verwenden, weil sie klischeehaft und abgenutzt sei. King stellte seinen Redeentwurf in der Nacht handschriftlich fertig und übergab ihn gegen vier Uhr morgens seinen Mitarbeitern zum Ausdrucken und Verteilen. Ein Assistent fand die Handschrift in Kings Hotelzimmer mit vielen durchgestrichenen Zeilen vor, darunter den Satz „Ich habe einen Traum“. Die damit eingeleitete Passage war kein Bestandteil der gedruckten Erstfassung. King überarbeitete die Druckfassung im Lauf des Tages erneut; er strich und ersetzte handschriftlich viele Zeilen und Worte.
Weil viele Zuhörer durch die Sommerhitze erschöpft waren, begann er langsam zu sprechen und hielt sich eng an sein Manuskript. Die Umstehenden merkten, dass er die sonst für seine Reden typische emotionale Verbindung zum Publikum anfangs nicht erreichte. Vor den Schlusspassagen pausierte er und holte Atem. Dabei rief ihm die zuvor aufgetretene Gospel-Sängerin Mahalia Jackson zweimal zu: „Erzähl ihnen von dem Traum, Martin!“ Daraufhin legte King sein Manuskript aus der Hand und sprach die Schlusspassagen frei, beginnend mit „Ich habe einen Traum“.

## Rhetorik
King benutzte seine Rede als negative Hommage auf den geplatzten bzw. für manche – wie zum Beispiel die afroamerikanische Bevölkerung der USA – unerreichbaren American Dream, um damit auf die Missstände der Situation der afroamerikanischen Bevölkerung aufmerksam zu machen.
Die Rede wird zu den Meisterwerken der Rhetorik gezählt. King verwendet darin als Allusionen zahlreiche Zitate, etwa aus der Bibel, der Unabhängigkeitserklärung der Vereinigten Staaten, der amerikanischen Verfassung, der Nationalhymne, aus der Emanzipationsproklamation und der Gettysburg Address, beide von Präsident Abraham Lincoln sowie aus William Shakespeares Drama Richard III. Die Kenntnis dieser Texte wird bei den Zuhörern vorausgesetzt.
Durch die Verwendung von Anaphern und die getragene Vortragsweise wirkt die Rede zudem wie eine typische baptistische Predigt. Namentlich in den Kirchen der Afroamerikaner sind Predigten dialogisch aufgebaut, das heißt, dass die Gemeinde durch formalisierte Zwischenrufe („my Lord“, „oh yeah“ usw.) antwortet. Dies gelang auch hier, da die mehrheitlich schwarze Zuhörerschaft durch Kirchenbesuche entsprechend sozialisiert war. Wie in einer Predigt verwendete King bestimmte wiederkehrende Formeln, die durch ihren Rhythmus die Zuhörer stimulieren und gleichzeitig den Inhalt transportieren. 
So spielte er am Anfang der Rede auf Lincolns Emanzipationsproklamation aus dem Jahr 1863 an, um dann festzustellen: „But one hundred years later, the Negro still is not free“ („Doch einhundert Jahre später ist der Neger noch immer nicht frei“). Die Formel „one hundred years later“ folgt in einer Anapher noch dreimal. Weitere Formeln, die King in gleicher Weise in der Rede benutzte, sind unter anderem „now is the time“, „I have a dream“, „let freedom ring“ und „free at last“. Weitere rhetorische Stilmittel, die King in der Rede verwendet, sind die Antithese, die Metapher, die Periphrase und die Anadiplosis.

## Rezeption

### Politik
In den Tagen nach dem Marsch auf Washington führte Kings Rede zu positiven Reaktionen in der Presse und galt allgemein als Höhepunkt der Veranstaltung. Das FBI hingegen sah King und seine Verbündeten in der Bürgerrechtsbewegung als subversiv an und beschloss, das COINTELPRO-Programm gegen die SCLC zu erweitern und King als Hauptfeind der Vereinigten Staaten zu behandeln. William C. Sullivan, der damalige Leiter von COINTELPRO, schrieb zwei Tage nach Kings Rede in einem Memorandum:

„Im Lichte von Kings einflussreicher demagogischer Rede gestern glaube ich persönlich, dass er alle anderen Negerführer zusammengenommen weit überragt, in Bezug auf die Einflussnahme auf große Massen von Negern. Wir müssen ihn jetzt, wenn wir dies vorher noch nicht getan haben, als den gefährlichsten Neger der Zukunft in dieser Nation kennzeichnen, vom Standpunkt des Kommunismus, des Negers und der nationalen Sicherheit.“

### Geschichtsschreibung
Aufgrund ihrer kulturellen und historischen Bedeutung für die USA wurde die Rede am 27. Januar 2003 in die National Recording Registry der Library of Congress aufgenommen.
Laut der Historikerin Jacquelyn Dowd Hall dominiert das Narrativ von der Bürgerrechtsbewegung der 1960er Jahre mit der I-Have-a-Dream-Rede als Höhepunkt das heutige Bild von King. Alle anderen Aspekte seiner Arbeit, etwa sein Protest gegen Rassismus auch im Norden der USA, sein Engagement gegen den Vietnamkrieg oder seine großangelegte Poor People’s Campaign, in der er sich für gewerkschaftliche Rechte einsetzte, gerieten darüber in Vergessenheit.

### Urheberrecht
Die Rede wurde im Radio übertragen, der Mitschnitt ist die am weitesten verbreitete Überlieferungsform. Eine Transkription erschien erst 1983 in der Washington Post. Sie stellt nach Ansicht von Alexandra Alvarez aber eine Verfälschung dar, da in geschriebener Form wichtige lautliche und poetische Aspekte der Rede sowie die Reaktionen des Publikums verlorengehen.
King meldete einen Monat nach der Rede ein Copyright auf den Mitschnitt an. Die Abteilung Intellectual Property Management des 1968 von Kings Witwe gegründeten Martin Luther King Jr. Center for Nonviolent Social Change ging Fällen unerlaubter Nachnutzung nach. So verklagten Kings Nachfahren 1987 den Produzenten Henry Hampton, der die Rede in dem Dokumentarfilm Eyes on the Prize verwendete. Außerdem wurden unter anderem USA Today für einen Nachdruck zum 30. Jahrestag des Marsches auf Washington für Arbeit und Freiheit verklagt und die BBC für den Vertrieb eines eigens aufgenommenen Video-Mitschnitts der Rede.
Das Vorgehen löste einen Streit um Urheberrecht bei öffentlichen Reden aus und wurde weiter angeheizt, da zwar Journalisten die Verwendung untersagt, aber Lizenzen für Werbespots vergeben wurden. Zudem bestand die Rede selbst aus mehreren von Dritten übernommenen Zitaten und Metaphern. Vor Gericht wurde den beklagten Journalisten zunächst Recht gegeben; nachdem die Kläger jedoch in Berufung gingen, befand der urteilende Richter 1999, dass Kings Rede als schützenswerte Darbietung vor einem ausgewählten Publikum und nicht als Allgemeingut zu bewerten sei. Die Rede wird damit bis 70 Jahre nach dem Tod Kings, also bis zum Jahr 2038, urheberrechtlich geschützt sein.
2009 übertrug das King Center die Rechteverwaltung für eine unbekannte Summe an EMI Publishing. Im Film Selma musste die Rede paraphrasiert werden, um Rechtsstreitigkeiten zu vermeiden.

### Popmusik
DJ Quicksilver veröffentlichte 1996 die Dance-Single I Have a Dream, die den berühmten Satz von Kings Rede sampelt.